# Relapse (álbum de Ministry)
Relapse es un álbum de estudio de la banda estadounidense Ministry, publicado el 23 de marzo de 2012 por 13th Planet Records. Fue grabado luego del hiato entre 2008 y 2011 en el que se sumergió la banda después de una experiencia cercana a la muerte del músico Al Jourgensen.

## Lista de canciones
1. "Ghouldiggers"	- 7:41
2. "Double Tap" - 4:06
3. "FreeFall" - 4:36
4. "Kleptocracy" - 3:54
5. "United Forces" - 4:53
6. "99 Percenters" - 3:53
7. "Relapse" - 5:49
8. "Weekend Warrior" - 5:43
9. "Git Up Get Out 'n Vote" - 3:59
10. "Bloodlust" - 5:37

## Personal
- Al Jourgensen – voz, sintetizador, bajo (5)
- Mike Scaccia – guitarras (1, 5, 8)
- Sin Quirin – guitarras (2)
- Tommy Victor – guitarras (4, 6, 9, 10)
- Casey Orr – bajo (1), teclados (1)
- Tony Campos – bajo
- Samuel D'Ambruoso – batería, voz (8)
- Angelina Jourgensen – voces adicionales
- Hector Munoz – voces adicionales
- Marty Lopez – voces adicionales